# 平子が丘
平子が丘（ひらこがおか）は、愛知県名古屋市緑区の町名。丁番を持たない単独町名である。住居表示未実施。

## 地理
名古屋市緑区の中央部に位置し、東は東陵、西と南は曽根、北は若田に接する。

## 歴史

### 町名の由来
鳴海町の小字名「平子」による。「平」とはなだらか傾斜地を意味するのだという。

### 沿革
- 1993年（平成5年）12月4日 - 緑区鳴海町字平子・半ノ木・坊主山・中新田・明願・御茶屋・蛸畑により、同区平子が丘が成立[7]。

## 世帯数と人口
2019年（平成31年）3月1日現在の世帯数と人口は以下の通りである。
| 町丁     | 世帯数  | 人口    |
| -------- | ------- | ------- |
| 平子が丘 | 737世帯 | 1,826人 |

### 人口の変遷
国勢調査による人口の推移
| 1995年（平成7年）  | 1,524人 | [ 8 ]  |  |
| 2000年（平成12年） | 1,604人 | [ 9 ]  |  |
| 2005年（平成17年） | 1,555人 | [ 10 ] |  |
| 2010年（平成22年） | 1,683人 | [ 11 ] |  |
| 2015年（平成27年） | 1,754人 | [ 12 ] |  |

## 学区
市立小・中学校に通う場合、学校等は以下の通りとなる。また、公立高等学校に通う場合の学区は以下の通りとなる。
| 番・番地等 | 小学校               | 中学校                 | 高等学校 |
| ---------- | -------------------- | ---------------------- | -------- |
| 全域       | 名古屋市立平子小学校 | 名古屋市立左京山中学校 | 尾張学区 |

## 施設
- 名古屋市立平子小学校
- 坊主山公園

## その他

### 日本郵便
- 郵便番号 : 458-0826[3]（集配局：緑郵便局[15]）。